# Oksalan Isosuo - Miehinkäisensuo
Oksalan Isosuo - Miehinkäisensuo este o arie protejată (arie specială de conservare — SAC, sit de importanță comunitară — SCI, arie de protecție specială avifaunistică — SPA) din Finlanda întinsă pe o suprafață de 109 ha, integral pe uscat.

## Localizare
Centrul sitului Oksalan Isosuo - Miehinkäisensuo este situat la coordonatele 62°30′22″N 25°12′24″E / 62.5061°N 25.2067°E.

## Înființare
Situl Oksalan Isosuo - Miehinkäisensuo a fost declarat sit de importanță comunitară în august 1998 pentru a proteja 17 specii de animale. Alte tipuri de protecție:
- arie de protecție specială avifaunistică (în august 1998)[2]
- arie specială de conservare (în aprilie 2015)[1][3][4]

## Biodiversitate
Situată în ecoregiunea boreală, aria protejată conține 5 habitate naturale: Lacuri și iazuri distrofice naturale, Turbării active, Mlaștini turboase de tranziție și turbării mișcătoare, Turbării Aapa, Mlaștini împădurite.
La baza desemnării sitului se află mai multe specii protejate de  păsări (17): rață sulițar (Anas acuta), gâscă de semănătură (Anser fabalis), rața moțată (Aythya fuligula), cocoșul de mesteacăn (Bonasa bonasia), erete vânăt (Circus cyaneus), lebădă de iarnă (Cygnus cygnus), Emberiza rustica, cocor (Grus grus), Hydrocoloeus minutus, pescăruș râzător (Larus ridibundus), Lyrurus tetrix tetrix, codobatura galbenă (Motacilla flava), ploier auriu (Pluvialis apricaria), corcodel-urechiat (Podiceps auritus), Spatula clypeata,  cocoș de munte (Tetrao urogallus), fluierar de mlaștină (Tringa glareola).